# Gordiano Carranza
Gordiano Carranza (León 1832-1909) fue el primer cura párroco de la iglesia de San Felipe en la ciudad nicaragüense de León, y además canónigo de la catedral de esta misma ciudad. Es recordado como el responsable de preservar las tradiciones de la Purísima, establecer la promesa de la Reseña, dejar fundadas en Nicaragua las Hijas de María y reconstruir la parroquia de San Felipe, así como de traer varias imágenes de Guatemala para esta.

## Nacimiento y juventud
Gordiano Carranza nació en el barrio de San Felipe. Su casa natal todavía se conserva, ubicada a media cuadra al oeste de la plaza de San Felipe. Su madre fue Doña Telésfora Carranza. Los datos que se tienen sobre su infancia son gracias a su madrina, ya que su fe de bautismo original se perdió en un incendio, y ella bajo juramento dio los datos referentes al bautismo.

### Primer Párroco de San Felipe

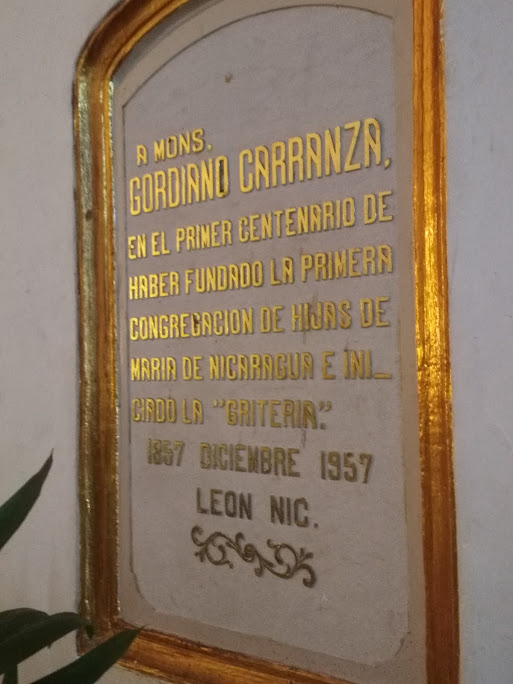
Placa que conmemora el centenario de la fundación de las Hijas de María.

Sus años de seminarista los concluyó sirviendo como diácono en la parroquia de San Felipe. Fue nombrado teniente cura del barrio y pueblo de San Felipe en la ciudad de León en enero de 1857. En 1872 se erige a San Felipe como parroquia y el padre Carranza es nombrado párroco en propiedad. También es nombrado canónigo en ese mismo año. Fue párroco de San Felipe por 52 años. Sus monaguillos le llamaban tío Gordiano. Su residencia fue en la casa cural de esta iglesia, al costado sur.  El historiador Nicolás Buitrago Matus relata que ahí hacía los casamientos de los indios.
La parroquia y el área eran pobres y el edificio estaba en un estado ruinoso. Para dificultar más todo, el periodo en que Gordiano fue ordenado fue uno de gran pobreza debido a las múltiples guerras que le siguieron a la independencia, que culminaron con la guerra nacional. Por eso los historiadores no saben si el padre Carranza tuvo que demoler el edificio antiguo de San Felipe o este simplemente se desplomó. 

## Labores destacadas
La reconstrucción de San Felipe fue una obra de gran importancia. Introdujo en la arquitectura sacra de León un edificio de estilo neoclásico, con ricos trabajos de imaginería importada de Guatemala además de ebanistería. En el año 1857 funda en San Felipe las hijas de María, una institución para señoritas católicas bajo el patrocinio de la Santísima Virgen María, que él guiaba con gran esmero y dedicación. En el año 1887 o 1888 apadrina al Pbro. Mariano Dubón en su primera misa.

### La Purísima y la Gritería

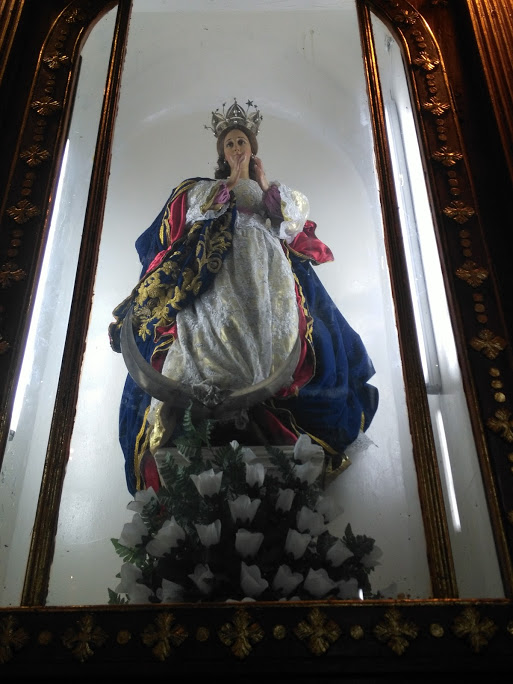
Imagen de la Purísima venerada en la parroquia de San Felipe.

Los años que le siguieron a la guerra nacional fueron cuando el padre Carranza impulsó la labor de preservar las tradiciones de La Purísima en León. Narra el historiador Nicolás Buitrago Matus que a penas se rezaba en alguna alcoba leonesa. Fue entonces que el padre Carranza levantó una enramada en el atrio de San Felipe donde colocó a la Purísima y animó a los leoneses, yendo a varias casas, a celebrar la Purísima. Por eso varios creen erróneamente que él funda la Gritería, pero, a como demuestra el historiador Edgardo Buitrago en su libro "Las Purísimas", esto es un error y nada más. Gordiano Carranza preservó una tradición ya bien antigua, no fundó una nueva.

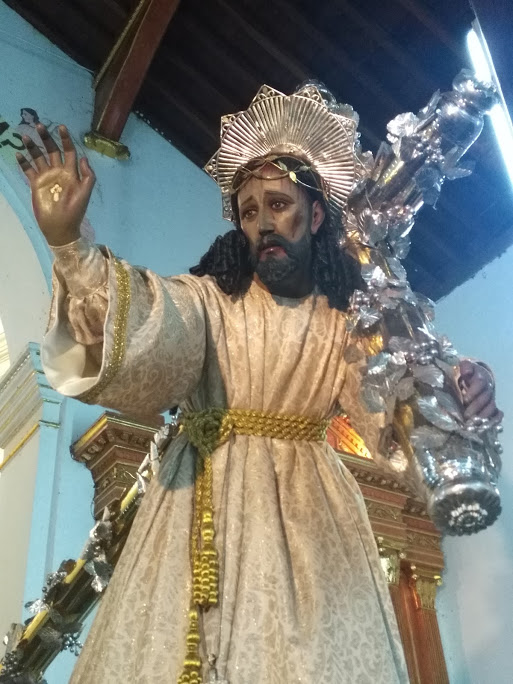
Señor de la Reseña, venerado en la parroquia de San Felipe.

### La Reseña
En el año 1867 una peste de cólera azotó duramente a León. Los muertos eran muchos y había gran desesperación en la ciudad. Fue en esos momentos cuando el padre Carranza va a rezar de manera especial a Dios para que pare la peste, y hace la promesa al Señor Nazareno que se veneraba en San Felipe de oficiar una procesión penitencial cada Lunes Santo si paraba la peste. La peste paró y cumpliendo su palabra se fundó la Reseña del Dulce Nombre de Jesús para salir cada Lunes Santo. Originalmente salía a las 4 de la mañana y era antes de misa. Al Nazareno acompañaba la Dolorosa, San Juan, las piadosas mujeres y además un juego de 12 ángeles portando los emblemas de la Pasión. Al entrar la procesión se celebraba con gran solemnidad la función de ese día con Misa "de revestidos" y filarmónicos para entonar los cantos sacros.

### Coronel
El historiador Nicolás Buitrago Matus lo describe así: “Ya de sacerdote, fue implacable, fuerte e intransigente con lo que no se ajustaba a los preceptos sagrados de la Iglesia, y lo hacía con fe ciega, recta e inflexible.” Tenía fama de ser uno de los pocos curas conservadores en León y tuvo una fuerte influencia en su tiempo. En 1859 logró conservar en sus puestos a los trabajadores que reconstruían San Felipe, evitando que fueran llevados al servicio de las armas. En el año 1883 recibió el rango militar de coronel. Lo desempeñó siendo el capellán del primer batallón de León.

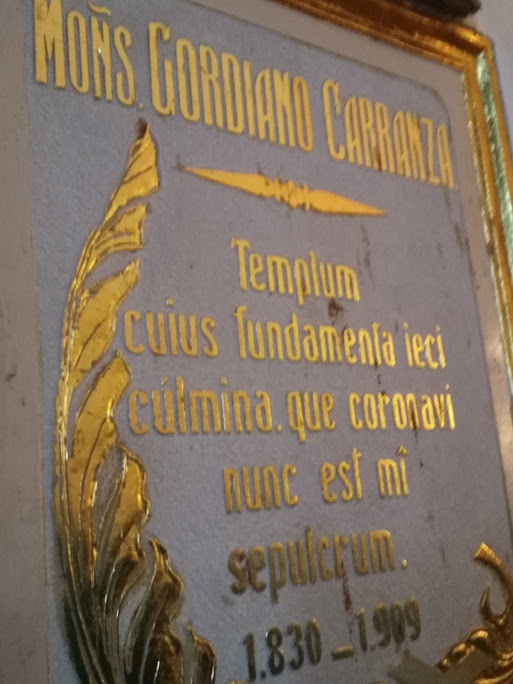
Lápida de Mons. Gordiano Carranza en la parroquia de San Felipe, León, Nicaragua.

## Fallecimiento
Al final de su vida fue ciego, y se valía de la ayuda de un lazarillo. En su lecho de enfermo y muerte lo acompañó y asistió una Hija de María, la Srita. Doña Vitalina Gómez Dubón. Luego sería ella la mayordoma del Señor de la Reseña por la mayor parte del siglo XX. El padre Carranza murió el año de 1909, un Domingo de Ramos. Fue enterrado al costado norte del arco del presbiterio en San Felipe, la iglesia que construyó. En su lápida se lee en latín Templum cujus fundamente ieci culminaque coronavici nunc est mihi sepulcrum, que en español quiere decir  «El templo cuyos fundamentos puse y la  torre que levanté, me sirven ahora de sepultura».  Sobre su lápida se encuentra expuesto su retrato. Hasta el día de hoy es recordado con gran aprecio y veneración por los sanfelipeños y leoneses.